# République socialiste soviétique autonome iakoute
1922–1992
Entités précédentes :
- Oblast de Iakoutsk

Entités suivantes :
- République de Sakha (fédération de Russie)

La République socialiste soviétique autonome iakoute ou RSSA iakoute (en russe : Якутская Автономная Советская Социалистическая Республика, et en iakoute : Саха автономнай сэбиэскэй социалистическэй республиката) est une république autonome de l'URSS qui a existé de 1922 à 1992.

## Histoire
Créée le 27 avril 1922, pendant la révolte iakoute, sur le territoire de l'ancien oblast de Iakoutsk, elle fait partie de la république socialiste fédérative soviétique de Russie jusqu'à la dissolution de l'URSS le 25 décembre 1991. Depuis cette date, elle s'appelle désormais république de Sakha, sujet de la fédération de Russie.